# Färjestads BK
O Färjestad BK ( PRONÚNCIA) é um clube de hóquei no gelo, sediado na cidade de Karlstad, na Suécia.

Os seus jogos em casa são disputados no Löfbergs Lila Arena, com capacidade para 8 600 pessoas.

Foi fundado em 1932, e começou com o hóquei no gelo em 1956.

É um dos maiores clubes de hóquei no gelo do país, tendo sido campeão da Suécia por 10 vezes (1981, 1986, 1988, 1997, 1998, 2002, 2006, 2009, 2011, 2022).

Atualmente (2023) disputa a Liga Sueca de Hóquei no Gelo, a primeira divisão do hóquei no gelo da Suécia.                                

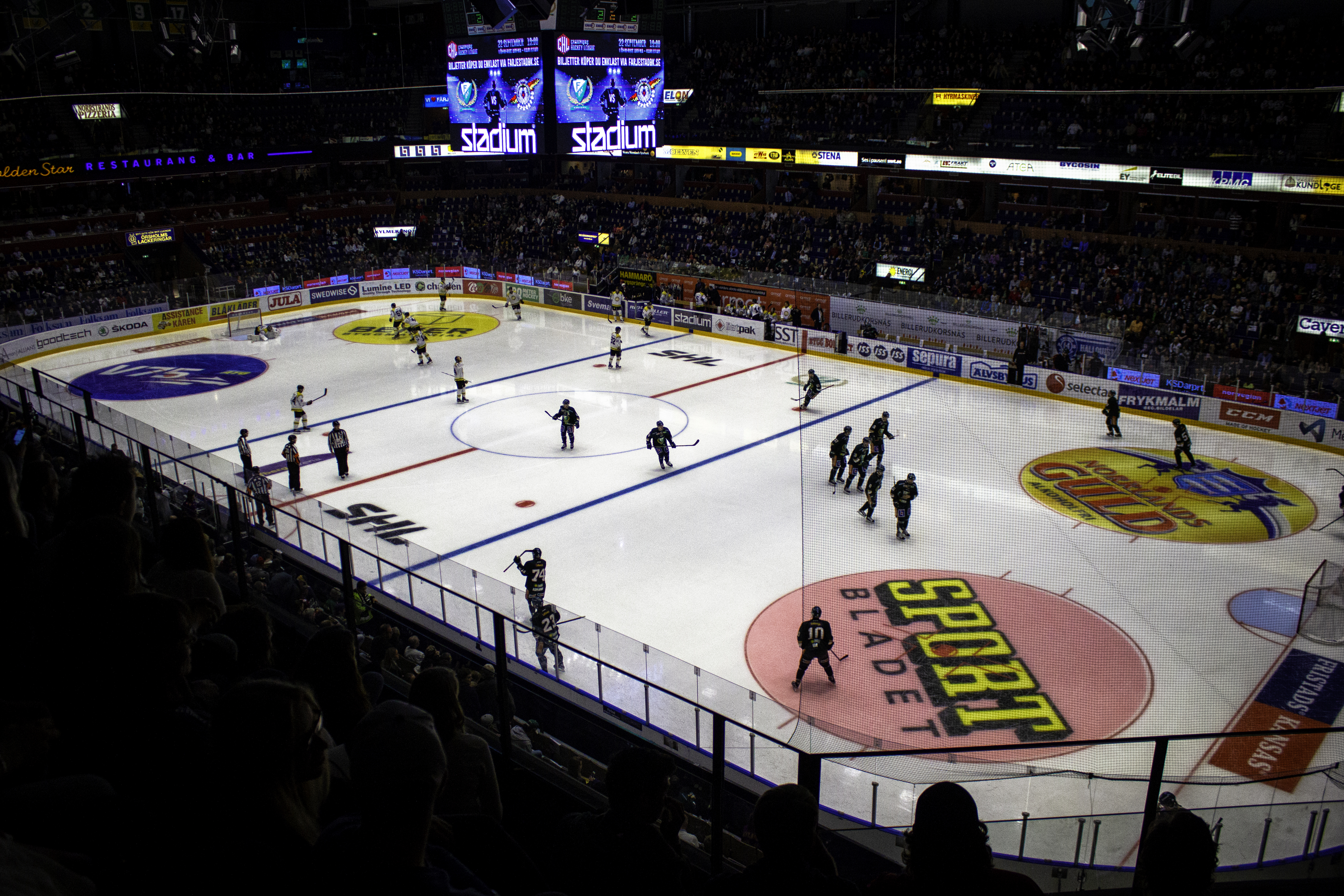
O estádio Löfbergs Arena
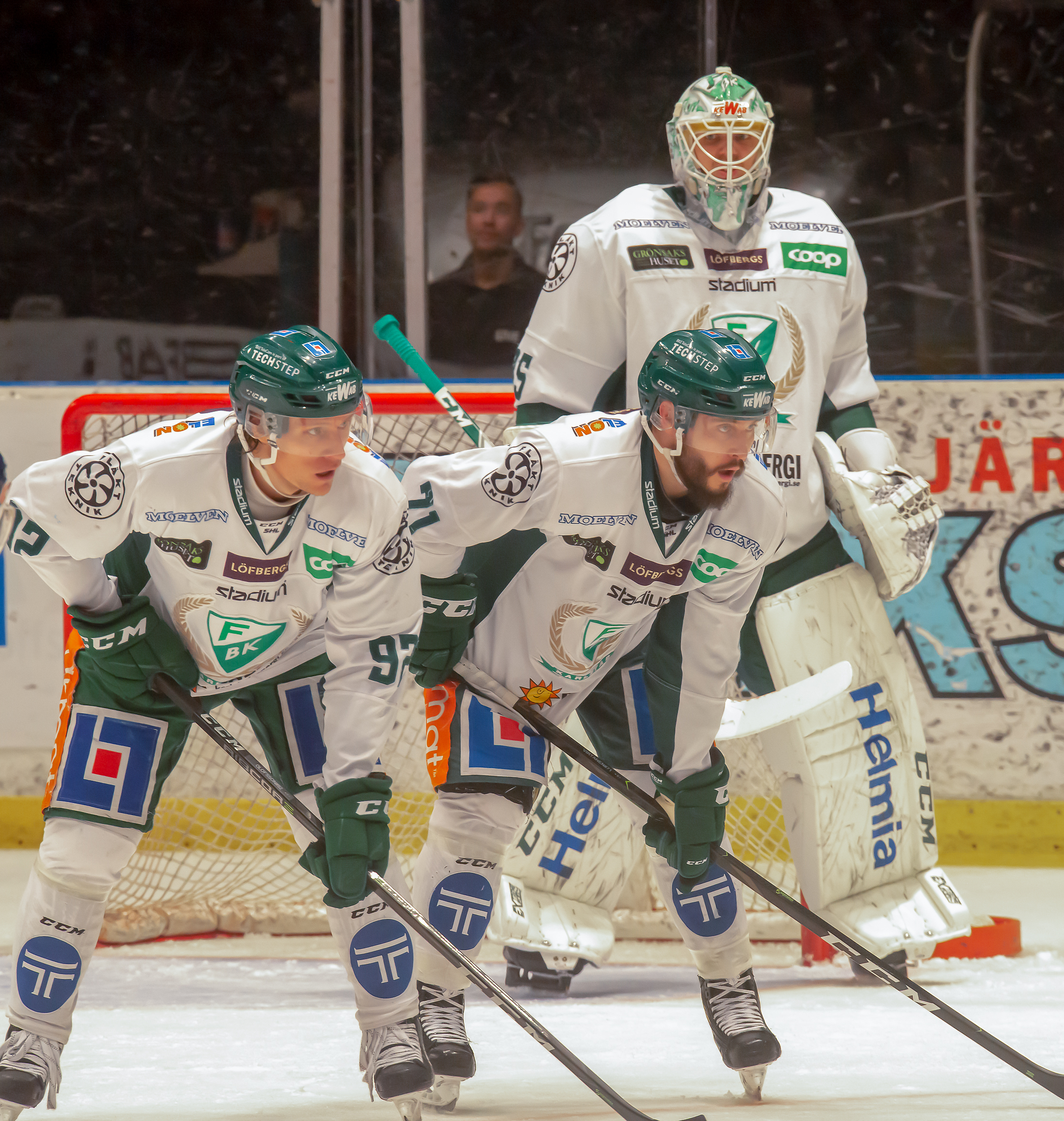
Djurgården-Färjestad em 2019